# Corps du génie électrique et mécanique royal canadien
Le Corps du génie électrique et mécanique royal canadien (Corps of Royal Canadian Electrical and Mechanical Engineers en anglais) est une branche des Forces armées canadiennes responsable de la maintenance électrique et mécanique. Tous les membres de ce corps porte l'uniforme de l'Armée canadienne. Jusqu'en 2013, il portait le nom de Branche du génie électrique et mécanique.

## Annexe